# Boys' Brigade
La Boys' Brigade (BB) è un'organizzazione giovanile cristiana interconfessionale, ideata da Sir William Alexander Smith per combinare le attività di formazione e di divertimento con i valori cristiani. 
Dopo la sua nascita, avvenuta a Glasgow il 4 ottobre del 1883, la BB si diffuse rapidamente in tutto il Regno Unito, diventando un'organizzazione a livello internazionale dai primi anni '90. 
A partire dal 2003 si conta la presenza di più di 500,000 suoi membri sparsi per oltre 60 paesi.